# MTV Video Music Awards
Az MTV Video Music Awards (röviden VMA) az MTV által átadott díj a legjobb videóklipek díjazására. Az 1980-as évek közepén jelent meg a Grammy-díj melletti új alternatívaként. Gyakran "a fiatalok Oscarjaként" emlegetik. Napjainkra igen jelentős presztízsre tett szert, évről évre fiatalok milliót vonzza a képernyők elé. Az est során átadott díjak egy asztronautát ábrázolnak a Holdon.
A VMA ceremóniáját általában szeptember közepén tartják, és az MTV élőben közvetíti. Az első átadó 1984-ben volt a New York-i Radio City Music Hall-ban. Ezután átadókat tartottak Los Angelesben, Miamiban és Las Vegasban. 2002 előtt a VMA-t eredetileg szeptember második csütörtökén rendezték meg, ezt azóta egy héttel megtoldották, így a 2001. szeptember 11-i megemlékezésekkel nem kerül egy időbe. 2011-ben nem követték ezt a mintát; a 2011-es MTV Video Music Awards-ot augusztus 28-án a Los Angeles-i Nokia Theatre-ben tartották.

## A díjátadók listája
| Év   | Dátum          | Helyszín                           | Város                      | Műsorvezető                                                                               |
| ---- | -------------- | ---------------------------------- | -------------------------- | ----------------------------------------------------------------------------------------- |
| 1984 | szeptember 14. | Radio City Music Hall              | New York City              | Dan Aykroyd és Bette Midler                                                               |
| 1985 | szeptember 13. | Radio City Music Hall              | New York City              | Eddie Murphy                                                                              |
| 1986 | szeptember 5.  | The Palladium, Gibson Amphitheatre | New York City, Los Angeles | MTV VJs: "Downtown" Julie Brown, Mark Goodman, Alan Hunter, Martha Quinn és Dweezil Zappa |
| 1987 | szeptember 11. | Gibson Amphitheatre                | Los Angeles                | MTV VJs: "Downtown" Julie Brown, Carolyne Heldman, Dweezil Zappa and Kevin Seal           |
| 1988 | szeptember 7.  | Gibson Amphitheatre                | Los Angeles                | Arsenio Hall                                                                              |
| 1989 | szeptember 6.  | Gibson Amphitheatre                | Los Angeles                | Arsenio Hall                                                                              |
| 1990 | szeptember 6.  | Gibson Amphitheatre                | Los Angeles                | Arsenio Hall                                                                              |
| 1991 | szeptember 5.  | Gibson Amphitheatre                | Los Angeles                | Arsenio Hall                                                                              |
| 1992 | szeptember 9.  | Pauley Pavilion                    | Los Angeles                | Dana Carvey                                                                               |
| 1993 | szeptember 2.  | Gibson Amphitheatre                | Los Angeles                | Christian Slater                                                                          |
| 1994 | szeptember 8.  | Radio City Music Hall              | New York City              | Roseanne Barr                                                                             |
| 1995 | szeptember 7.  | Radio City Music Hall              | New York City              | Dennis Miller                                                                             |
| 1996 | szeptember 4.  | Radio City Music Hall              | New York City              | Dennis Miller                                                                             |
| 1997 | szeptember 4.  | Radio City Music Hall              | New York City              | Chris Rock                                                                                |
| 1998 | szeptember 10. | Gibson Amphitheatre                | Los Angeles                | Ben Stiller                                                                               |
| 1999 | szeptember 9.  | Metropolitan Opera House           | New York City              | Chris Rock                                                                                |
| 2000 | szeptember 7.  | Radio City Music Hall              | New York City              | Marlon Wayans és Shawn Wayans                                                             |
| 2001 | szeptember 6.  | Metropolitan Opera House           | New York City              | Jamie Foxx                                                                                |
| 2002 | augusztus 29.  | Radio City Music Hall              | New York City              | Jimmy Fallon                                                                              |
| 2003 | augusztus 28.  | Radio City Music Hall              | New York City              | Chris Rock                                                                                |
| 2004 | augusztus 29.  | American Airlines Arena            | Miami                      | nem volt                                                                                  |
| 2005 | augusztus 28.  | American Airlines Arena            | Miami                      | Sean "Diddy" Combs                                                                        |
| 2006 | augusztus 31.  | Radio City Music Hall              | New York City              | Jack Black                                                                                |
| 2007 | szeptember 9.  | The Palms Hotel and Casino         | Las Vegas                  | nem volt                                                                                  |
| 2008 | szeptember 7.  | Paramount Pictures                 | Los Angeles                | Russell Brand                                                                             |
| 2009 | szeptember 13. | Radio City Music Hall              | New York City              | Russell Brand                                                                             |
| 2010 | szeptember 12. | Nokia Theatre                      | Los Angeles                | Chelsea Handler                                                                           |
| 2011 | augusztus 28.  | Nokia Theatre                      | Los Angeles                | nem volt                                                                                  |
| 2012 | szeptember 6.  | Staples Center                     | Los Angeles                | Kevin Hart                                                                                |
| 2013 | augusztus 25.  | Barclays Center                    | New York City              | nem volt                                                                                  |
| 2014 | augusztus 24.  | The Forum                          | Inglewood                  | nem volt                                                                                  |
| 2015 | augusztus 30.  | Microsoft Theatre                  | Los Angeles                | Miley Cyrus                                                                               |
| 2016 | augusztus 28.  | Madison Square Garden              | New York City              | nem volt                                                                                  |
| 2017 | augusztus 27.  | The Forum                          | Inglewood                  | Katy Perry                                                                                |
| 2018 | augusztus 20.  | Radio City Music Hall              | New York City              | nem volt                                                                                  |
| 2019 | augusztus 26.  | Prudential Center                  | Newark                     | Sebastian Maniscalco                                                                      |
| 2020 | augusztus 30.  | Barclays Center                    | New York City              | Keke Palmer                                                                               |
| 2021 | szeptember 12. | Barclays Center                    | New York City              | Doja Cat                                                                                  |

## Kategóriák
| - Az év videója - Legjobb férfi videó - Legjobb női videó - Legjobb új előadó - Legjobb pop videó - Legjobb rock videó - Legjobb hiphop videó - Legjobb közreműködés - Legjobb rendezés - Legjobb koreográfia - Legjobb speciális effektek - Legjobb művészi rendezés - Legjobb vágás - Legjobb operatőr - Legjobb mondanivalót tartalmazó videó - Életmű-díj | - Legjobb klipbeli alakítás (1984–1987) - Legtöbbet újító videó (1984–1987; a Legnagyobb áttörés váltotta) - Legjobb koncepcióvideó (1984–1988) - Legjobb színpadi teljesítmény (1984–1989) - Legjobb posztmodern videó (1989–1990) - Legjobb videó összeállítás (1991) - Legjobb alternatív zenei videó (1991–1998) - Legjobb weboldal (1999) - Legjobb filmből összevágott videó (1987–2003) - Nemzetközi közönségdíj (1989–2003; évről évre különálló régiók díjait hozták létre és szüntették meg) - Legjobb R&B videó (1993–2006) - Legjobb rap videó (1989–2006) - MTV2 díj (2001–2006) - Közönségdíj (1984–2006) - Legjobb videójáték betétdal (2004–2006) - Legjobb videójátékhoz írt betétdal (2006) - Az év csengőhangja (2006) - Legjobb csapatvideó (1984–2007; 2007-ben Legjobb csapat néven adták át) - Legjobb négytusázó (2007) - Legütősebb kislemez (2007) - Legjobb brit videó (2008) - Legjobb videó (ami azért megérdemel egy díjat) (2009) - Legjobb dance videó (1989–2006, 2008, 2010; 2008-ban Legjobb tánc egy videóban néven adták át) - Legnagyobb áttörés (1988–2005, 2009–2010) - Legjobb latin művész (2010-2013) - Legjobb megosztó videó (2012) - Legjobb dalszöveges videó (2013) |

## Legtöbbször díjazottak

### Egy este alatt legtöbbször díjazottak
| Előadó                | Év   | Díjak száma | Videóklip                                          |
| --------------------- | ---- | ----------- | -------------------------------------------------- |
| Peter Gabriel         | 1987 | 10          | Sledgehammer (9); Életmű-díj                       |
| a-ha                  | 1986 | 8           | Take on Me (6); The Sun Always Shines on TV (2)    |
| Lady Gaga             | 2010 | 8           | Bad Romance (7); Telephone (1)                     |
| The Smashing Pumpkins | 1996 | 7           | Tonight, Tonight (6); 1979 (1)                     |
| Green Day             | 2005 | 7           | Boulevard of Broken Dreams (6); American Idiot (1) |
| R.E.M.                | 1991 | 6           | Losing My Religion (6)                             |
| Madonna               | 1998 | 6           | Ray of Light (5); Frozen (1)                       |
| Fatboy Slim           | 2001 | 6           | Weapon of Choice (6)                               |
| Herbie Hancock        | 1984 | 5           | Rockit (5)                                         |
| INXS                  | 1988 | 5           | Need You Tonight/Mediate (5)                       |

### Legtöbbször díjazottak
| Előadó                | Díjak száma |
| --------------------- | ----------- |
| Madonna               | 20          |
| Peter Gabriel         | 13          |
| Lady Gaga             | 13          |
| R.E.M.                | 12          |
| Eminem                | 12          |
| Green Day             | 11          |
| Aerosmith             | 11          |
| Beyoncé               | 11          |
| Fatboy Slim           | 9           |
| Janet Jackson         | 9           |
| a-ha                  | 8           |
| En Vogue              | 7           |
| Michael Jackson       | 7           |
| ’N Sync               | 7           |
| Justin Timberlake     | 7           |
| Red Hot Chili Peppers | 7           |
| The Smashing Pumpkins | 7           |
| Beck                  | 6           |
| Britney Spears        | 6           |
| U2                    | 6           |
| Don Henley            | 5           |
| Gnarls Barkley        | 5           |
| Herbie Hancock        | 5           |
| Jay-Z                 | 5           |
| INXS                  | 5           |
| Missy Elliott         | 5           |
| Nirvana               | 5           |
| No Doubt              | 5           |
| OutKast               | 5           |
| Pink                  | 5           |
| Ricky Martin          | 5           |
| TLC                   | 5           |

## Fordítás
- Ez a szócikk részben vagy egészben  a   MTV Video Music Awards című angol Wikipédia-szócikk fordításán alapul.  Az eredeti cikk szerkesztőit annak laptörténete sorolja fel. Ez a jelzés csupán a megfogalmazás eredetét és a szerzői jogokat jelzi, nem szolgál a cikkben szereplő információk forrásmegjelöléseként.